# Nalut
Nalut (en árabe: نالوت‎) es una localidad de Libia, capital del distrito homónimo. 
La población, según estimaciones de 2010, era de 26.256 habitantes.

## Arquitectura
En Nalut se encuentra el Ksar de Nalut, el ksar más antiguo de Nalut, y la mezquita Alala, que es también la mezquita más antigua de la localidad, ya que fue reconstruida en 1312. Un monumento al Libro Verde del coronel Muamar el Gadafi, situado en la plaza del pueblo, fue demolido durante la Rebelión en Libia de 2011.

## Clima
| Parámetros climáticos promedio de Nalut                                                | Parámetros climáticos promedio de Nalut | Parámetros climáticos promedio de Nalut | Parámetros climáticos promedio de Nalut | Parámetros climáticos promedio de Nalut | Parámetros climáticos promedio de Nalut | Parámetros climáticos promedio de Nalut | Parámetros climáticos promedio de Nalut | Parámetros climáticos promedio de Nalut | Parámetros climáticos promedio de Nalut | Parámetros climáticos promedio de Nalut | Parámetros climáticos promedio de Nalut | Parámetros climáticos promedio de Nalut | Parámetros climáticos promedio de Nalut |
| Mes                                                                                    | Ene.                                    | Feb.                                    | Mar.                                    | Abr.                                    | May.                                    | Jun.                                    | Jul.                                    | Ago.                                    | Sep.                                    | Oct.                                    | Nov.                                    | Dic.                                    | Anual                                   |
| -------------------------------------------------------------------------------------- | --------------------------------------- | --------------------------------------- | --------------------------------------- | --------------------------------------- | --------------------------------------- | --------------------------------------- | --------------------------------------- | --------------------------------------- | --------------------------------------- | --------------------------------------- | --------------------------------------- | --------------------------------------- | --------------------------------------- |
| Temp. máx. abs. (°C)                                                                   | 26.1                                    | 32.2                                    | 34.4                                    | 39.4                                    | 41.1                                    | 45                                      | 45                                      | 44                                      | 41.5                                    | 38.3                                    | 32.2                                    | 28.5                                    | 45                                      |
| Temp. máx. media (°C)                                                                  | 13.9                                    | 16.7                                    | 19.4                                    | 23.3                                    | 27.8                                    | 32.8                                    | 34.4                                    | 33.9                                    | 31.1                                    | 25                                      | 20.6                                    | 15                                      | 24.4                                    |
| Temp. media (°C)                                                                       | 9.4                                     | 11.7                                    | 13.9                                    | 17.2                                    | 21.7                                    | 26.1                                    | 27.8                                    | 27.2                                    | 25                                      | 20                                      | 15.6                                    | 10.6                                    | 18.8                                    |
| Temp. mín. media (°C)                                                                  | 5                                       | 6.7                                     | 8.3                                     | 11.1                                    | 15.6                                    | 19.4                                    | 21.1                                    | 21.1                                    | 19.4                                    | 15                                      | 10.6                                    | 6.7                                     | 13.3                                    |
| Temp. mín. abs. (°C)                                                                   | -8                                      | -3.3                                    | 0                                       | 1.2                                     | 6.6                                     | 9.5                                     | 12.2                                    | 13.6                                    | 8                                       | 6.1                                     | 0.8                                     | -2.2                                    | -8                                      |
| Precipitación total (mm)                                                               | 20.3                                    | 25.4                                    | 22.9                                    | 12.7                                    | 5.1                                     | 2.5                                     | 0                                       | 0                                       | 5.1                                     | 10.2                                    | 15.2                                    | 20.3                                    | 139.7                                   |
| Días de lluvias (≥ 1 mm)                                                               | 1.8                                     | 2.3                                     | 2.3                                     | 1.4                                     | 0.6                                     | 0.2                                     | 0.1                                     | 0.2                                     | 0.5                                     | 1.0                                     | 1.2                                     | 1.7                                     | 13.3                                    |
| Días de nevadas (≥ 1 mm)                                                               | 0                                       | 0                                       | 0                                       | 0                                       | 0                                       | 0                                       | 0                                       | 0                                       | 0                                       | 0                                       | 0                                       | 0                                       | 0                                       |
| Humedad relativa (%)                                                                   | 63                                      | 54                                      | 54                                      | 52                                      | 47                                      | 45                                      | 46                                      | 48                                      | 54                                      | 60                                      | 59                                      | 67                                      | 54                                      |
| Fuente n.º 1: Weatherbase (en inglés)                                                  |                                         |                                         |                                         |                                         |                                         |                                         |                                         |                                         |                                         |                                         |                                         |                                         |                                         |
| Fuente n.º 2: Meoweather (Algunas temperaturas extremas y días de nevadas) (en inglés) |                                         |                                         |                                         |                                         |                                         |                                         |                                         |                                         |                                         |                                         |                                         |                                         |                                         |